# 橋本香坡
橋本 香坡（はしもと こうは）は、江戸時代後期の上野国沼田藩士、儒者。名は通、通称は半助。近衛忠煕の招きにより伊丹明倫堂の学頭となった。禁門の変を起こした尊王攘夷派の長州藩士に近い立場をとったため、新選組に捕縛され獄中死した。

## 生涯
文化6年（1809年）2月、上野国沼田城下に生まれる。父は沼田藩士・橋本紋右衛門一徳。文政6年（1823年）に一徳が大坂蔵屋敷勤番を命じられたため、これに従い大坂に移住。篠崎小竹の梅花社に入門。香坡は松林飯山により安藤秋里、奥野小山、篠崎訥堂とともに「篠門四才子」と称されており、俊英として知られた。天保3年（1832年）に小竹の紹介により江戸の古賀侗庵にも教えを受けている。
天保10年（1839年）近衛家領伊丹の郷学・明倫堂の学頭として招かれ、五人扶持となる。伊丹は銘酒の産地として著名であり、香坡は大変な酒好きで知られる。嘉永2年（1849年）には父が隠居し、父母とともに伊丹で暮らすこととなった。嘉永5年（1852年）に相次いで両親を喪い、安政3年（1856年）には妻にも先立たれた。同年伊丹の地に両親と妻、そして自身の4基の墓を建立する。
翌安政4年（1857年）に明倫堂学頭の職を辞し、梅花社の後輩・金本摩斎を後任とした。同年4月から西国に旅立ち、長崎に約5ヶ月滞在した。この時に高島晴城と親しく交友している。安政5年（1858年）に伊丹で父母の七回忌と妻の三回忌を営むと、大坂へと移り住んだ。
大坂では私塾を開き、藤井藍田、後藤松陰、松本奎堂、松林飯山、岡鹿門らと親しく交わる。長州藩士では北条瀬兵衛と交流があったことが確認できる。香坡の死後に遺児2人を引き取り養育したのも北条であるという。
松本奎堂は文久3年（1863年）に天誅組の変を起こして戦死するが、この蜂起に香坡が裏から関与していた可能性が指摘されている。
元治元年（1864年）に長州藩は禁門の変を起こしたものの失敗し、江戸幕府による長州征討を招くこととなった。翌慶応元年（1865年）には京や大坂で長州藩に協力的な人物の摘発が行われ、5月26日に吉田松陰とも関係を持っていた藤井藍田が新選組に逮捕された。同日に香坡も逮捕されるが、藤井藍田宅の家宅捜索によって書翰が発見されたことが契機になったと言われる。また禁門の変により敗走する長州藩士の慰労を香坡らが行ったことによるとも言われる。香坡は新選組屯所であった萬福寺に連行され、10月10日に獄中死したという。隠岐への配流が決まったが舟を待つうちに獄死したとも。遺体は遺族へ引き渡されなかったため、毒殺や斬殺されたとも言われる。
1891年（明治24年）に靖国神社に合祀される。1899年（明治32年）「憂国院忠誉義臣大居士」と追諡される。1917年（大正6年）贈従五位。没後の顕彰は生前面識のあった細川潤次郎や遺墨を多数収集した田中光顕の貢献によるところが大きい。

## 家系
『橋本氏家譜略記』によれば橋本氏の先祖は楠木正成に従い湊川の戦いで討ち死にした橋本八郎正員であるという。
- 父：一徳 - 通称・紋右衛門[27]。天明8年（1788年）3月7日沼田藩士平尾忠智の子として生まれ、橋本季馨の養子となりその跡を継いだ[27]。嘉永5年（1852年）8月23日没[27]。
- 母：安 - 沼田藩士・渡辺景綱の娘[28]。幼少期の香坡に論語・孝経・唐詩選を教え授けたという[28][3][4]。嘉永5年（1852年）5月27日没[28]。
  - 先妻：益 - 沼田藩士・平尾戩の娘、子はなく安政3年（1856年）4月15日没[29][11][3]。
  - 後妻：ぶん - 池田の炭田藤蔵の娘、天保2年（1831年）3月16日生[30]。戸籍では嘉永6年の結婚とされているが先妻死後の安政6年（1859年）の誤りとみられる[30]。1879年（明治12年）5月5日没[31][32]。
    - 長女：延 - 万延元年（1860年）3月17日生[30]。
    - 次女：次 - 岩本寿雄に嫁ぎ、子に岩本俊郷[33]。

## 著作など
- 『南朝忠臣往来』[34]
- 『荒木村重伝』 - 弘化元年（1845年）の篠崎小竹の評言があり、明倫堂学頭時代の著作[35]。荒木村重は伊丹城主であった[35]。
- 『津南雑記』 - 『橋本香坡遺稿』所収[36]。
- 『西遊詩稿[37]』 - 詩文集、1876年（明治9年）刊行[38]。
- 『皇朝名家詩鈔』 - 7巻[39]。